# Chris Okotie

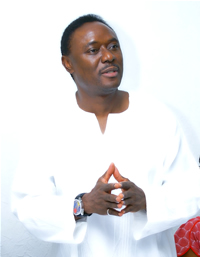
Chris Okotie

Chris Okotie (* 16. Juni 1959 in Ethiope-West, Nigeria), eigentlich Christopher Oghenebrorie Okotie, ist ein nigerianischer Fernsehprediger. Er gründete seine eigene Kirche namens Household of God Church.

## Leben
Chris Okotie wurde im Bundesstaat Delta geboren und besuchte das Edo College in Benin City. Er promovierte in Jura an der University of Nigeria in Nsukka. Nach einem Besuch der Grace Fellowship Bible School in der US-amerikanischen Stadt Tulsa wurde er Prediger und gründete die Household of God Church in Lagos. Seit 2001 ist er Prediger in der Sendung Apokalupsis des staatlichen Fernsehsenders Nigerian Television Authority. Zu seiner Gemeinde gehören 5000 Mitglieder, darunter viele Schauspieler des Nollywood, Musiker und weitere Personen des öffentlichen Lebens. Als Autoliebhaber besitzt der Pastor einen Mercedes S600, einen Hummer und einen Porsche, neben vielen weiteren Autos.
Das Magazin Forbes schätzt Okoties Vermögen auf 3 bis 10 Millionen US-Dollar.

## Politik
Bei den Wahlen in Nigeria 2003 war Okotie Präsidentschaftskandidat der Justice Party (JP), unterlag jedoch mit 0,30 Prozent der Stimmen als achter gegen Olusegun Obasanjo von der People’s Democratic Party (PDP). Bei den Präsidentschaftswahlen 2007 trat er als Kandidat der 2005 von ihm gegründeten Fresh Democratic Party (FRESH) an, erreichte aber nur 0,21 % der Stimmen. Bei den Präsidentschaftswahlen 2011 waren es 0,09 %.